# Educación en Castilla-La Mancha

Centros Universitarios que ejercen docencia en Castilla-La Mancha.

La educación en Castilla-La Mancha está actualmente regulada por la LOE (Ley Orgánica de Educación), siendo un derecho constitucional de los ciudadanos, y obligatoria y gratuita hasta los 16 años de edad. 
El 1 de enero de 2000 la Junta de Comunidades de Castilla-La Mancha asumió las competencias en materia de educación, gestionando directamente mil centros docentes, en los que, en esa fecha, trabajaban 22.000 profesores y estudiaban 318.000 alumnos.
En el curso escolar 2010/2011 en estudios no universitarios estudiaban 368.408 alumnos (no se contabilizan el alumnado correspondiente a las enseñanzas de adultos), de los cuales el 18,12% cursaba sus estudios en un centro privado.
Durante ese mismo curso había abiertos en la Comunidad 1.531 centros escolares, de los que el 15,21% eran privados, con una plantilla de profesorado de 35.715 docentes. Castilla-La Mancha cuenta con un importante servicio de transporte escolar con 1.229 rutas (2009) que dan servicio diariamente a casi 36.000 alumnos.

## Educación infantil y primaria
La educación infantil y la educación primaria constituyen la primera fase de la educación. La enseñanza básica es obligatoria y gratuita para todas las personas, comprende diez años de escolaridad y se desarrolla, de forma regular, entre los cinco y los dieciséis años de edad.
En el curso 2010/2011 Castilla-La Mancha contaba con 218 085 alumnos matriculados en los diferentes cursos de educación infantil y primaria (no se incluye ESO).

## Educación secundaria
La educación secundaria se divide en Educación Secundaria Obligatoria (ESO) y educación secundaria postobligatoria. Constituyen la educación secundaria postobligatoria el Bachillerato y la Formación Profesional (FP) de grado medio o FP I en sus distintas disciplinas incluyendo las artísticas, plásticas y deportivas. Estos estudios se cursan en Institutos de Enseñanza Secundaria (IES).
En el curso 2010/2011la Comunidad contaba con 87.727 alumnos matriculados en educación secundaria obligatoria, 31.050 en el bachillerato de las diferentes ramas, 13.540 en ciclos formativos de grado medio, y 10.755 en ciclos formativos de grado superior.

## Educación Universitaria

Logotipo de la Universidad de Castilla-La Mancha (UCLM)

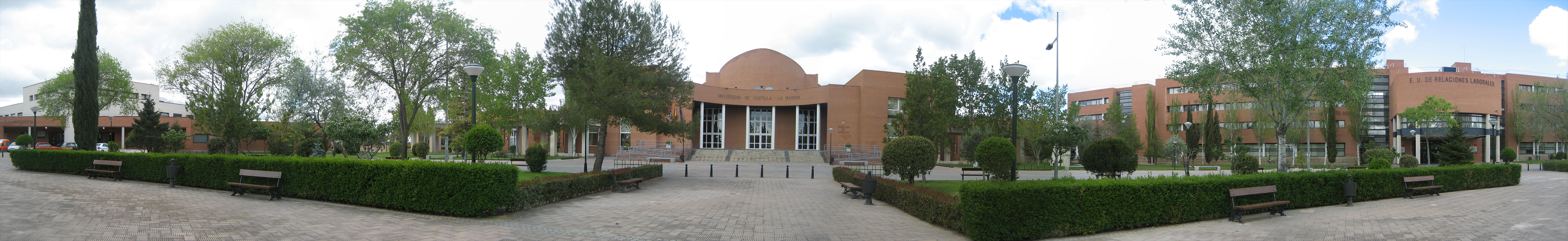
Panorámica del Campus Universitario de Albacete

Abarca los estudios universitarios (actuales: grado, máster y doctorado; en extinción: diplomatura, licenciatura y doctorado), la Formación Profesional (FP) de grado superior, así como, las distintas enseñanzas artísticas, plásticas y deportivas superiores.
En Castilla-La Mancha han existido históricamente importantes instituciones de carácter universitario, destacando la Real Universidad de Toledo (1485), la Universidad de San Antonio Portaceli en Sigüenza fundada en el siglo XV por el Cardenal Mendoza, o la Real y Pontificia Universidad de Nuestra Señora del Rosario, de Almagro(1574).
Desde 1985, Castilla-La Mancha es sede de dos diferentes universidades públicas; una de carácter eminentemente autonómico, la Universidad de Castilla-La Mancha (UCLM) y otra exterior, la de Alcalá de Henares, con campus en Guadalajara. No obstante, la Comunidad es la que presenta un mayor índice de movilidad académica universitaria del país (49,7%).
Este sistema universitario bicéfalo se diversifica por el territorio autonómico en cinco Campus(capitales de provincia), además de otros centros de carácter universitario (Talavera de la Reina y Almadén). Además, cuenta con 16 residencias universitarias que ofertan 2.100 plazas.
- UCLM:

La Universidad de Castilla-La Mancha comenzó su andadura en el año 1985 aunque formalmente se creó mediante la ley de 30 de junio de 1982. Esta unificó los distintos centros provinciales dependientes de otras universidades. La UCLM ha ido evolucionando, pasando de los 5.570 alumnos con los que inició su recorrido, a los cerca de 30.000 con los que cuenta en la actualidad; de los 307 profesores del principio a los 2.396 que hoy en día imparten la docencia; de un presupuesto de algo más de 6 millones de euros para su primer curso de apertura, a los casi 250 millones de euros que gestiona 25 años después.
Con un total de 41 facultades y escuelas repartidas por sus campus, el abanico de titulaciones de la UCLM es amplio (45 grados y 24 másteres), encontrándose la mayor parte de los centros de la misma asociados al sistema ECTS (European Credit Transfer System).
- UAH:

El campus de Guadalajara está adscrito a la Universidad de Alcalá, ofreciendo a sus alumnos en el campus alcarreño las titulaciones de Magisterio, Empresariales, Turismo, Arquitectura Técnica y Enfermería.  En dicho campus estudian cerca de 3.000 universitarios, existiendo 208 plazas en residencias.
Otros centros universitarios
La Universidad Nacional de Educación a Distancia también ofrece sus estudios en la región a través de cinco centros adscritos, uno por cada provincia: Albacete, Valdepeñas, Cuenca, Guadalajara y Talavera de la Reina. También la Universidad Internacional Menéndez Pelayo cuenta con una sede en la ciudad de Cuenca.